# سیارک ۷۰۲۰۷
سیارک ۷۰۲۰۷ (به انگلیسی: 70207 Davidunlap، نامگذاری:1999RP33) هفتاد هزار و دویست و هفتمین سیارک کشف شده‌است که در ۴ سپتامبر ۱۹۹۹ کشف شد.